# ورکانه (همدان)
ورکانه روستایی در نزدیکی شهر همدان واقع در استان همدان ایران است.
این روستا در دل کوهستان‌های زاگرس در شرق رودخانه ارزانفود و نزدیک قنات روستا واقع شده است که قدمت آن به اوایل دوره صفوی می‌رسد و تابستان‌های خنک، دلپذیر و زمستان‌های سخت و خشن دارد. نام روستا را با واژه گرگانه (یعنی مربوط به گُرگ‌ها) مرتبط دانسته‌اند.
روستای ورکانه با جمعیتی حدود ۱۰۰۰ نفر، متشکل از ۱۷۰ خانوار، در ۲۰ کیلومتری جنوب شرق همدان و در ارتفاع ۲۲۵۰ متری از سطح دریا واقع شده است. این روستا که در دامنه کوه الوند واقع شده، با قدمتی حدوداً ۴۰۰ ساله (از اوایل دوره صفویه)، دارای معماری سنگی منحصر به فردی است که آن را به عنوان یکی از آثار ملی ایران به ثبت رسانده است. «اصطبل مری لیلی قراگوزلو» نیز یکی دیگر از آثار ملی ثبت شده در این روستاست.
روستای ورکانه به خاطر معماری منحصر به فرد و سابقه ۴۰۰ ساله‌اش، در فهرست آثار ملی ایران ثبت شده است.

## زبان
بیشتر مردم روستای ورکانه همدان به زبان شیرین لری و با لهجه‌ای ساده و روان صحبت می‌کنند؛ اما تعدادی لک زبان و فارسی‌زبان هم در بین اهالی دیده می‌شود. گویش ورکانه‌ای جزء گویش‌های گروه الوند طبقه بندی میشود که در دسته لری ثلاثی قرار میگیرند.

## معماری
خانه‌های این روستا از سنگ ساخته شده و ساختمان‌های آن با استفاده از مصالح سنگ لاشه، چوب و ملات گل تشکیل یافته است. خانه‌ها بجز سقف تماماً از سنگ ساخته شده‌اند. به همین دلیل سالانه پذیرای گردشگران زیادی است.
سقف خانه‌ها با تیرهای چوبی و اندود است که با «کاه گل» یا قیر و گونی پوشیده شده‌اند. خانه‌ها رو به جنوب ساخته شده‌اند تا بیشترین استفاده را از نور آفتاب ببرند و از گرما و نور آن استفاده کنند.
با وجود پتانسیل بالای گردشگری به دلیل معماری خاص و نزدیکی به شهر زیرزمینی ارزان‌فود، ساخت‌وسازهای غیرمجاز با معماری شهری، بافت تاریخی روستا را تهدید می‌کند. این ساخت‌وسازها که با معماری سنگی روستا همخوانی ندارند، موجب کاهش گردشگران شده است. آمار بازدید گردشگران در سال‌های قبل از کرونا به ۳۰۰ هزار نفر می‌رسید، اما با تغییر بافت سنتی روستا، این آمار کاهش یافته است.
«چشمه قُُلقُل» این روستا نیز که در «مجموعه تلویزیونی علی‌البدل» در آن فیلم‌برداری شده، با ساخت و سازهایی همچون معماری شهری روبروست، ساختمان‌هایی که نمای آن‌ها با معماری سنگی ورکانه متفاوت است.

## مشاهیر
«ورکانه» زادگاه پروفسور «توفیق موسیوند»، مخترع نخستین قلب مصنوعی در جهان است. او در دی ماه ۱۴۰۲ درگذشت.